# Wiktor Jefteni
Wiktor Jefteni (ukr. Віктор Єфтені; ur. 2 lutego 1973) – ukraiński zapaśnik w stylu wolnym. Olimpijczyk z Atlanty 1996, gdzie zajął dziesiąte miejsce w kategorii 48 kg. Jedenasty w mistrzostwach świata w 1994. Zdobył cztery medale na Mistrzostwach Europy, złoty w 1996. Jako zawodnik radziecki był mistrzem Europy juniorów w 1991 roku.